# جون أكسلرود
جون أكسلرود (بالإنجليزية: John Axelrod)‏ هو موزع وملحن أمريكي، ولد في 28 مارس 1966 في هيوستن في الولايات المتحدة.

## وصلات خارجية
- جون أكسلرود على موقع ميوزك برينز (الإنجليزية)
- جون أكسلرود على موقع ديسكوغز (الإنجليزية)